# Basilika der Unbefleckten Empfängnis (Elorrio)

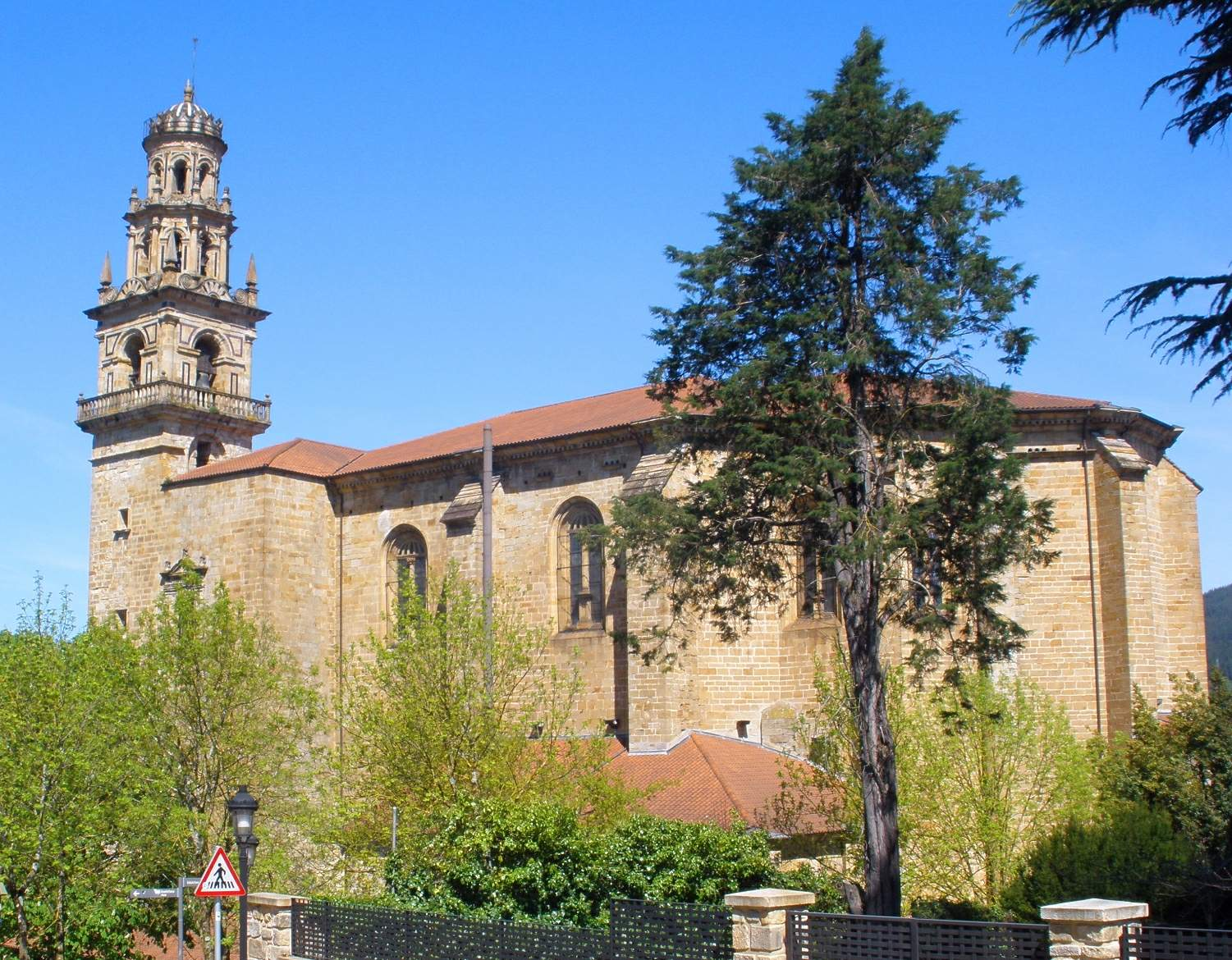
Basilika der Unbefleckten Empfängnis

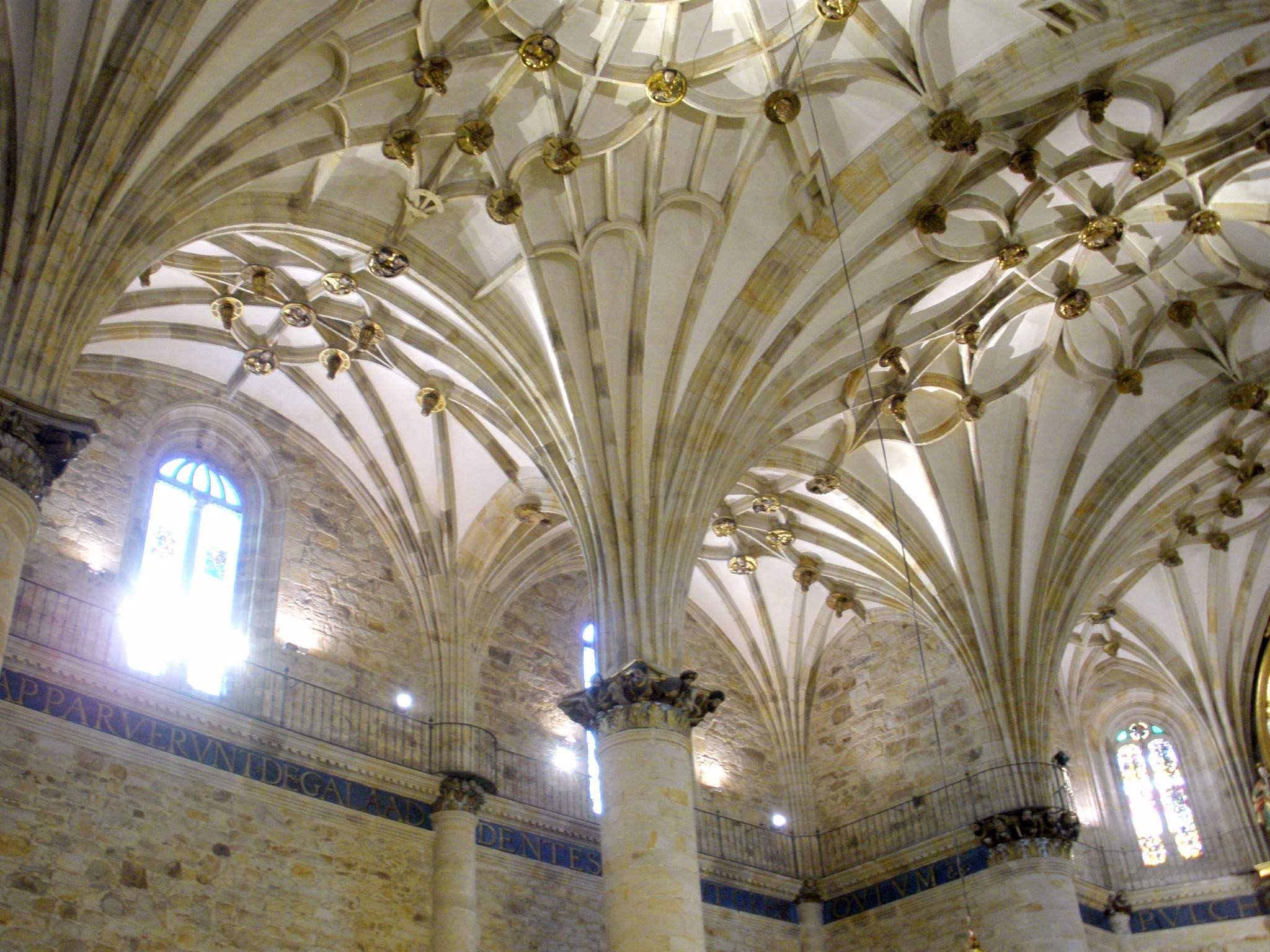
Sterngewölbe

Die Basilika der Unbefleckten Empfängnis (baskisch Sortzez Garbiaren basilika, spanisch Basílica de la Purísima Concepción) ist eine römisch-katholische Kirche im Zentrum von Elorrio in der baskischen Provinz Bizkaia, Spanien. Die Pfarrkirche des Bistums Bilbao hat den Titel einer Basilica minor. Die denkmalgeschützte Kirche wurde im Übergang vom 15. zum 16. Jahrhundert und von der Gotik zur Renaissance erbaut und später barock ergänzt.

## Geschichte
Die Kirche wurde zwischen 1464 und 1506 erbaut, Grund war die zu große Entfernung zur Kirche der bisherigen Muttergemeinde San Agustín de Etxebarría im Elorrio-Tal, von der die Stadt unabhängig werden wollte. Der Bau begann Ende des 15. Jahrhunderts im Stil der Spätgotik noch als Basilika und wurde dann im Stil der Renaissance als Hallenkirche fertiggestellt. Der Portikus wurde ab 1655 und der elegante Barockturm um 1672 ergänzt, die Sakristei erst 1762.
Am 27. Juli 1964 wurde die Kirche als Teil der Stadt Elorrio durch das Dekret 2737/1964 zu einer historisch-künstlerischen Stätte erklärt, Elorrio war damit das erste Dorf in Bizcaya. Die Kirche wurde 1966 durch Papst Johannes XXIII. in den Rang einer Basilica minor erhoben.

## Architektur

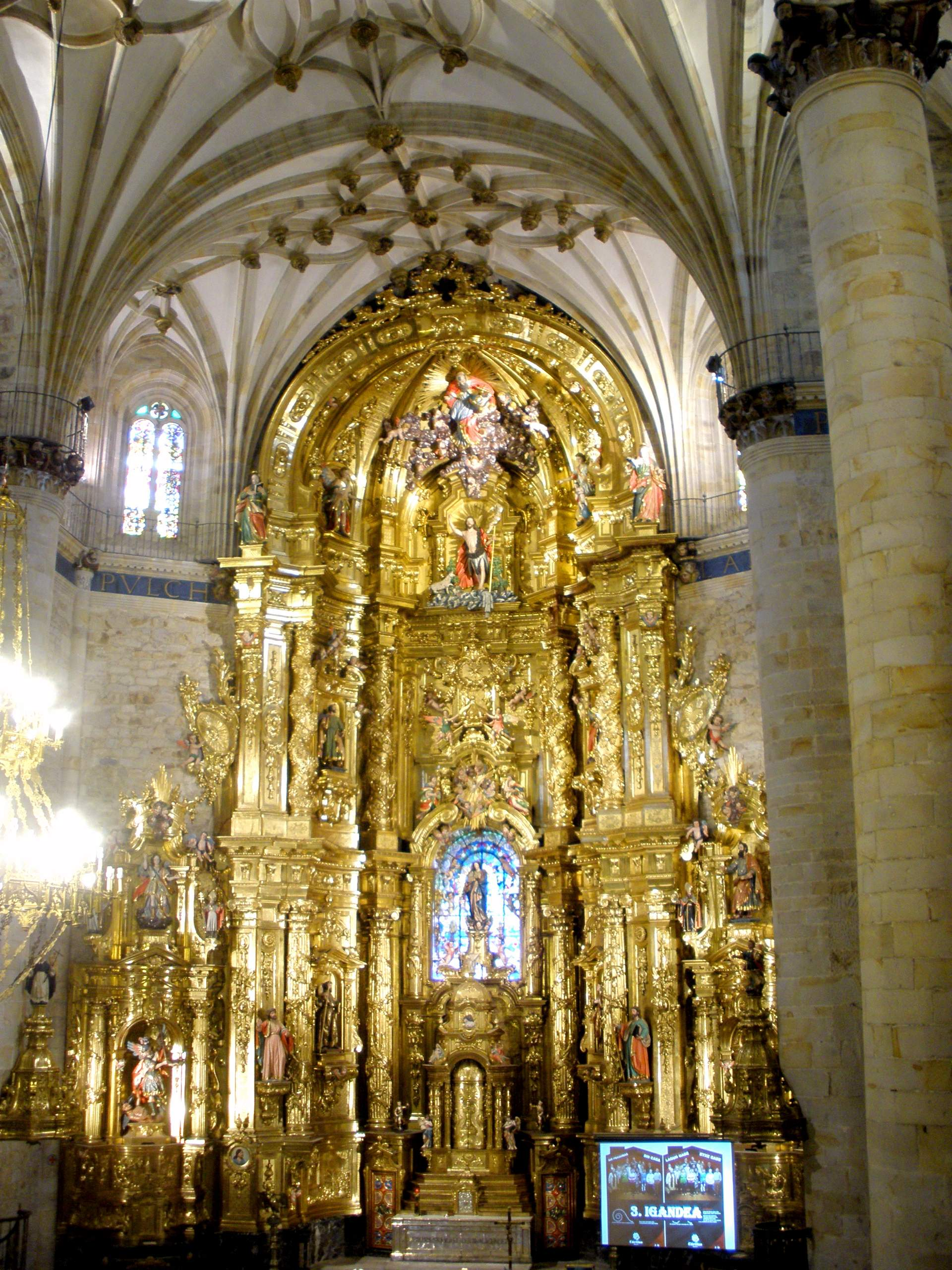
Hauptaltar

Die Kirche hat die Bauform einer der Hallenkirche, diese war im 16. Jahrhundert im Baskenland sehr verbreitet. Dabei ist ihr Hauptschiff deutlich breiter als die beiden Seitenschiffe. Nach den drei Jochen des Langhauses und einem die ganze Kirchenbreite umfassenden Chor schließt das Bauwerk mit einer komplexen polygonalen Apsis an der Ostseite ab. Die gute Beleuchtung des Innenraums erfolgt durch hochgelegene, halbkreisförmige Fenster mit Renaissance-Maßwerk. Dazwischen stehen ionische Säulen, die neben dem Beginn der Gewölbe angeordnet sind, was ein deutliches Renaissanceelement aufzeigt. Die Sterngewölbe werden auf gotische Weise von vier freistehenden zylindrischen Säulen sowie weiteren an den Außenwänden getragen. Alle sind mit korinthischen Kapitellen versehen, bei denen die florale Dekoration durch eine Krone aus ausdrucksstarken Figuren mit fast grotesken Köpfen ersetzt wurde.
Der an der rechten Eingangsseite errichtete Glockenturm ragt mit vier Etagen 53,34 Meter hoch, auf zwei quadratische Etagen folgt ein achteckiges Geschoss und dann ein rundes mit einer kleinen Kuppel. Der Turm hat dekorative Keramikelemente im andalusischen Stil und eine achteckige Spitze ohne Zacken. Der obere Teil des Turms ist dem der Giralda in Sevilla nachempfunden.
Das ganze Bauwerk mit Ausnahme des Turms ist von einem durchgehenden Portikus umgeben, der von zwei Vorhallen unterbrochen wird, in denen die Zugangsportale untergebracht sind, eines im Westen und eines im Norden.

## Ausstattung

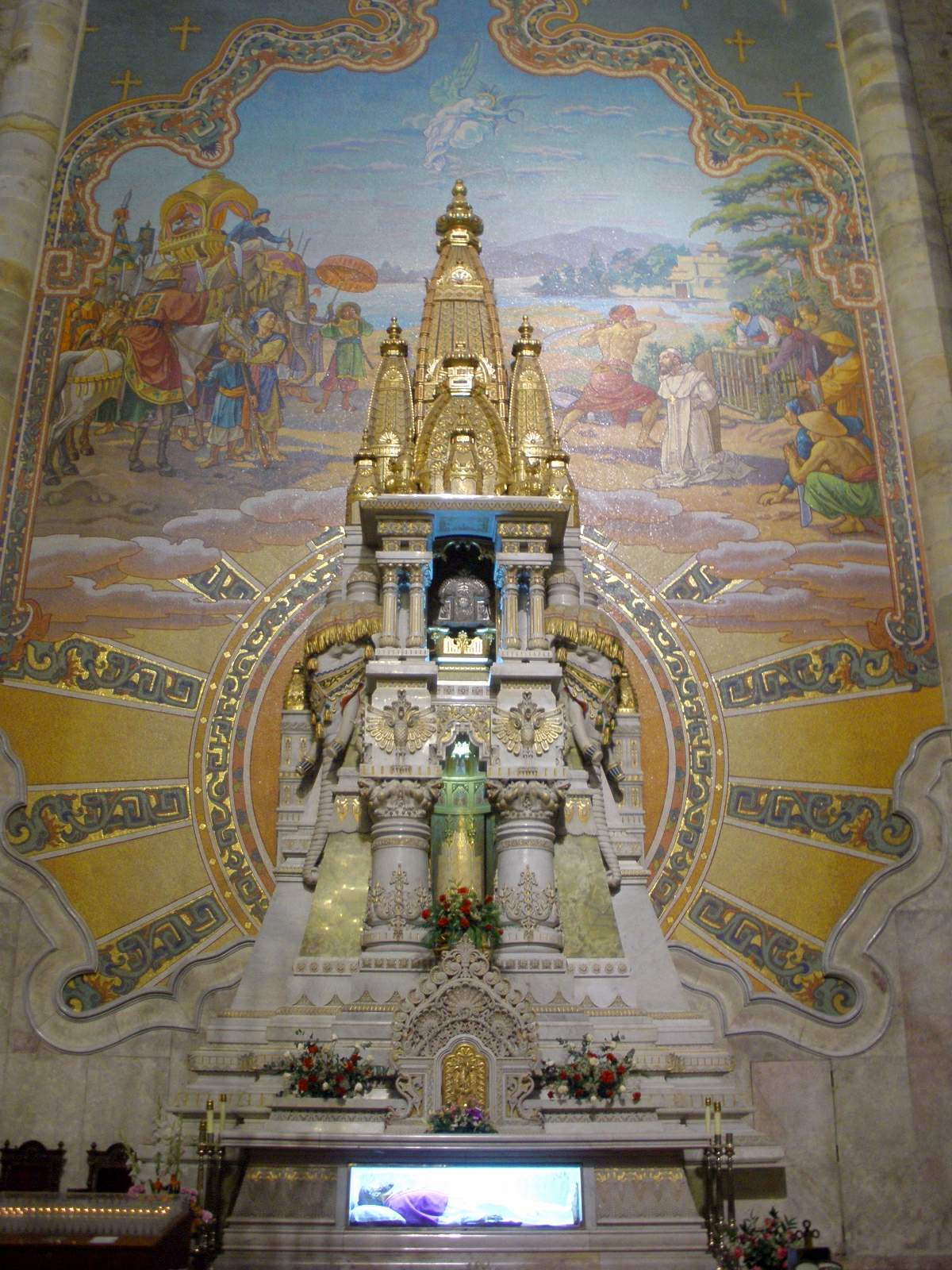
Altar für St. Valentin de Berrio Ochoa

Das Altarbild der Kirche La Purísima Concepción wurde von dem in Madrid geborenen Diego Martínez de Arce entworfen, das Altarretabel wurde von Silvestre de Soria aus Navarra 1754 entworfen. An den Seitenfronten befinden sich zwei weitere barocke Altarbilder, die den Erzengel Michael und Petrus zeigen.
Das Altarbild des hl. Gregor von Nazianz im Renaissancestil stammt aus dem Jahr 1530. Darin befindet sich eine sehr interessante Figur von St. Sebastián. Daneben steht ein Renaissancekruzifix aus der Mitte des 16. Jahrhunderts. Bemerkenswert sind auch die beiden barocken Leinwände am Kopfende sowie die bronzenen Ambos im Renaissancestil.
An der Südwand befindet sich der Altar von St. Valentin de Berrio Ochoa, der 1906 für seine Seligsprechung erbaut wurde, das Mosaikhintergrund stellt sein Martyrium dar. Der Altar ist im orientalischen Stil gehalten und besteht im unteren Teil aus weißem Carrara-Marmor und aus mexikanischem Marmor. In der Mitte des Altars werden in einer Truhe aus massivem Silber die Überreste des Heiligen aufbewahrt. Es ist das Werk der Architekten Manuel María Smith und Marcelino Arrupe. Die Bildhauer Basterrechea und Larrea arbeiteten an diesem Kunstwerk ebenso wie die Glasmalerei Mauméjean.